# История Канзаса

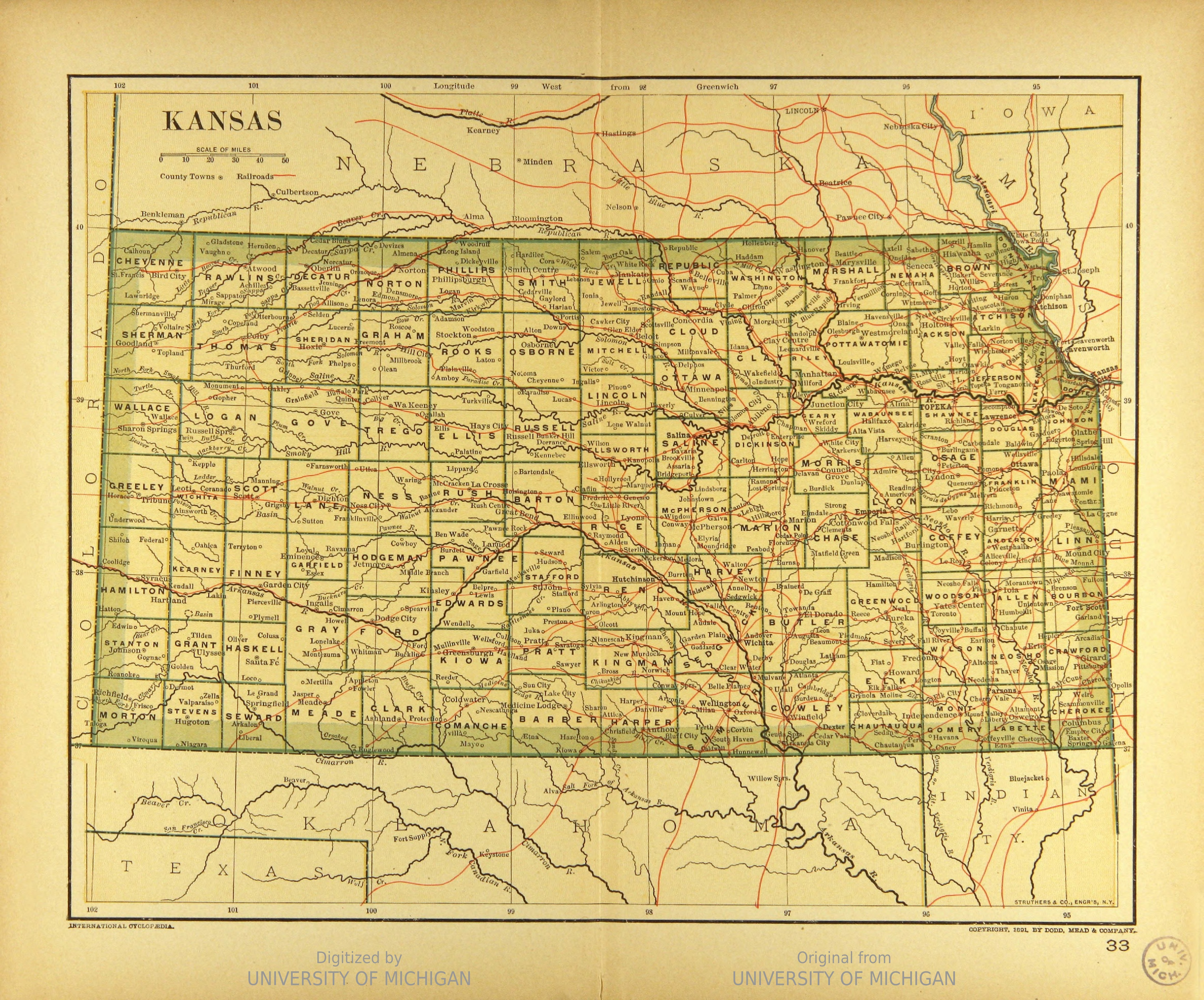
Карта Канзаса 1894 года

История Канзаса начинается со времени заселения этой территории человеком в эпоху палеоиндейцев, впоследствии здесь жили кочевые охотники на бизонов. Около 1450 году народ Уичита создал здесь крупное поселение Эцаноа, заброшенное к 1700 году. Регион был впервые исследован испанцами, а затем французскими скупщиками меха. В 1803 году Канзас попал в границы США после покупки Луизианы. В 1854 году законом Канзас-Небраска была сформирована Территория Канзас и началось её заселение, что сразу привело к спорам о допустимости рабства. В 1859 году Канзас принял свою конституцию, а 29 января 1861 года был принят в Союз как 34-й штат. После войны началось строительство железных дорог, которые способствовали транспортировке скота из Техаса, и одновременно началась миграция афроамериканцев с востока страны. Канзас стал крупным центром производства пшеницы и его фермеры присоединились к движению популистов в конце XIX века, но постепенно победили консервативные настроения и с 1940 года штат в основном поддерживал республиканцев. После 1945 года количество фермеров стало сокращаться и постепенно развилась промышленность, в частности, авиационная.